# Invaders Must Die (песня)
«Invaders Must Die» — сингл, выпущенный британской группой The Prodigy 26 ноября 2008 года. Это первый сингл с одноимённого альбома. Со-продюсером трека стал Джеймс Рашент из группы Does It Offend You, Yeah?.

## Видеоклип
Клип был опубликован 28 ноября 2008 года на сайте группы и на YouTube. В видео снимался Ноэль Кларк, путешествующий по разным окрестностям и помечающий, изменяющий разные объекты под символ The Prodigy — муравья, который был использован группой ещё в альбоме The Fat of the Land. Приблизительно 20 раз за всё время в клипе показан знак муравья Видео снималось в Dungeness и на Red Sands Fort. Сами участники группы видны в клипе лишь несколько секунд.

## Использование
Песня использована в качестве саундтрека к трейлерам фильма «Скотт Пилигрим против всех», и видеоигры Duke Nukem Forever. Также звучит в одной из миссий игры Hi-Fi Rush.

## Список композиций

### Digital download
1. «Invaders Must Die» (Radio Edit) — 3:25

### Invaders EP
CD EP
1. Invaders Must Die (Liam H Re-amped Version) — 2:56
2. Mescaline — 4:58
3. Thunder (Arveene & Misk’s Storm-Warning Remix) — 5:27
4. Invaders Must Die (Proxy remix) — 4:03

Limited Edition Green 7" Vinyl
1. Invaders Must Die (Liam H Re-amped Version) — 2:56
2. Thunder (Doorly Remix) — 4:21